# أدولفو كات فيش
أدولفو كات فيش (الاسم العلمي Corydoras adolfo) هي سمكة زينة من عائلة الكات فيش، يصل حجمها لخمسة سم، وعمرها لخمسة سنوات. تتواجد في أنهار أمريكا الجنوبية، تسبح أسفل الحوض، وتكون درجة الحرارة المناسبة من 19 إلى 27 درجة مئوية، أما الاس الهيدروجينى فيكون من 5.8 إلى 7.6. الأنثى تميل إلى أن تكون أكبر في الحجم من الذكر، وتتغذيتها جيدة مع أنواع الغذاء التي تغوص في الحوض أي غير طافية، وهي من أكلات اللحوم والخضروات.